# Cyclanthera minima
Cyclanthera minima là một loài thực vật có hoa trong họ Cucurbitaceae. Loài này được (S.Watson) Kearns & C.E.Jones mô tả khoa học đầu tiên năm 1992.